# Munneurycope hadalis
Munneurycope hadalis är en kräftdjursart som beskrevs av Ayodogan, Waegele och Mungo Park 2000. Munneurycope hadalis ingår i släktet Munneurycope och familjen Munnopsidae. Inga underarter finns listade i Catalogue of Life.